# Neotermes tectonae
Neotermes tectonae là một loài côn trùng trong họ Kalotermitidae. Loài này được Dammerman miêu tả khoa học đầu tiên năm 1915.
Đây là loài gây hại của cây Tectona grandis, phát triển phổ biến ở Indonesia.